# سكون الليل (فلم)
سكون الليل (بالإنجليزية: Still of the Night) فيلم إثارة نفسية، نيو نوار أمريكي من إخراج وسيناريو روبرت بينتون عام 1982. الفيلم من بطولة روي شيدر، ميريل ستريب، جو غريفاسي، وجيسيكا تاندي، عن رواية ديفيد نيومان. يلعب شيدر دور طبيب نفسي يقع في حب امرأة (ستريب) قد تكون القاتل النفسي لأحد مرضاه. يعتبر الفيلم بمثابة تكريم صريح لأفلام ألفريد هيتشكوك، ويحاكي مشاهد من العديد من أفلامه مثل: طائر يهاجم شخصية واحدة كما في فيلم "الطيور The Birds" عام 1963، ويصور مشهد في مزاد كما في فيلم "شمالا إلى الشمال الغربي North by Northwest" عام 1959، وشخص ما يسقط من ارتفاع كما في فيلم "الدوار Vertigo" عام 1858، وتحتل الطيور المحنطة غرفة كما في فيلم "سايكو Psycho" عام 1960، ونقطة الحبكة المهمة هي تفسير الحلم كما في "المسحورة Spellbound" عام 1945، كما ان شعر ميريل ستريب يشبه إلى حد كبير "إيفا ماري سانت" في فيلم "شمالا إلى الشمال الغربي"، ومدينة جلين كوف (ولاية نيويورك) تظهر في كلا الفيلمين. تظهر جيسيكا تاندي أيضًا في هذا الفيلم وفي "الطيور" كأم بطل الرواية.
صدر الفيلم إلى دور العرض الأمريكية في 19 نوفمبر 1982.
منح موقع قاعدة بيانات الأفلام على الإنترنت (IMDB) الفيلم درجة 6/ 10.

## طاقم التمثيل
روي شيدر: في دور الدكتور سام رايس
ميريل ستريب: في دور بروك رينولدز
جيسيكا تاندي: في دور د. جريس رايس
جو غريفاسي: في دور جوزيف فيتوتشي
سارة بوتسفورد: في دور جيل فيليبس
جوزيف سومر: في دور جورج بينوم
ايرفينغ ميتزمان: في دور موراي جوردون
لاري جوشوا: في دور موغر
توم نورتون: في دور بائع بالمزاد العلني
ريتشموند هوكسي: في دور السيد هاريس
هيون تشو: في دور السيد تشانغ
فريدريك بورج: في دور هيذر ويلسون
دانييل كوسون: في دور فتاة
جون إريك بنتلي: في دور حارس ليلي
جورج أ. تولى: في دور مشغل المصعد 

## أحداث الفيلم
تقوم بروك رينولدز (ميريل ستريب)، الشابة الفاتنة والغامضة التي تعمل في كريسبينز (دار مزادات خيالية في نيويورك على غرار دار كريستيز)، بزيارة الطبيب النفسي الدكتور سام رايس (روي شيدر) بعيادته في مانهاتن. كانت بروك على علاقة مع رئيسها في العمل جورج بينوم (جوزيف سومر) أحد مرضى رايس، والذي قُتل للتو. تطلب بروك من الطبيب إعادة الساعة إلى زوجة بينوم وعدم الكشف عن علاقتها بالقتيل. يقوم محقق شرطة نيويورك جوزيف فيتوتشي (جو غريفاسي) بزيارة الدكتور سام الذي يرفض إعطاء أي معلومات عن بينوم، الذي كان يراجعه لمدة عامين. يقوم فيتوتشي بتحذير الدكتور سام من أنه يمكن أن يصبح هدفًا للقتل لأن القاتل قد يعتقد أنه يعرف شيئًا ما. يبدأ سام بمراجعة ملفات وتسجيلات بينوم التي توضح بالتفصيل شؤون بينوم مع العديد من النساء في صالة معارض كريسبين، بما في ذلك بروك. يجد سام في تسجيلات بينوم ما يشير إلى قلقه، مدعيا أن صديقًا ثريًا قد قتل شخصًا ما ذات مرة، وكان بينوم هو الشخص الوحيد الذي علم بذلك. وتساءل عما إذا كان هذا الصديق قد يقتل مرة أخرى. يعتقد مفتش الشرطة أن قاتل بينوم امرأة، بينما يقع سام تدريجيًا في حب بروك لكنه يعتقد أنه يتم ملاحقته. يتتبع سام حبيبته بروك ليلاً في متنزه عام ويظهر شاب مسلح ويسرق ماله وأيضاً معطفه، وفي الصباح يعرف سام أن اللص قد قتل بنفس الطريقة التي قتل بها بينوم، ويؤكد له المحقق فيتوتشي أن القاتل كان يقصده هو.
يحاول سام تفسير أدلة من ملف بينوم مع والدته الطبية النفسية جريس رايس (جيسيكا تاندي) بما في ذلك حلم غريب كان بينوم قد رواه حيث يجد صندوقًا أخضر في خزانة في منزل مظلم ثم تطارده فتاة صغيرة على درجًا ضيقًا، وتجلس فتاة صغيرة تحتضن لعبتها الدب الذي تنزف عينه.
يصبح سلوك بروك مريبًا بشكل متزايد، يصطحبها سام إلى منزل عائلتها في لونغ آيلاند حيث تشرح ذنبها في الوفاة العرضية لوالدها، وتدعي أن بينوم هددها بالكشف عن هذا السر إذا قطعت علاقتها به.
يستنتج سام أن صديقة بينوم السابقة ومساعدته في كريسبين جيل فيليبس (سارة بوتسفورد)، كان تبغض بروك على انفصالها عن بينوم. تقوم جيل بقتل المحقق فيتوتشي الذي توصل لحقيقتها، وتسارع لتقتل بروك وسام.
يتحرك سام وبروك من منزل لونغ آيلاند، وبينما هم على وشك المغادرة، تنسى بروك مفاتيحها وتعود إلى المنزل المظلم بمفردها لاستعادتها، بينما ينتظر سام في سيارته. تظهر غيل في المقعد الخلفي للسيارة وتطعن سام بسكين. ثم تلاحق بروك عبر المنزل، وتنجو بروك بصعوبة بينما تسقط جيل من ارتفاع الشرفة المطلة على صخور البحر لتفارق الحياة بينما يظهر سام المطعون بكتفه وتحتضنه بروك.

## إنتاج الفيلم
تم تصوير الفيلم في مارس 1981 بمدينة نيويورك وما حولها، بما في ذلك جامعة كولومبيا، قوس تريفويل ومقهى بوتهاوس في سنترال بارك، ومتحف مدينة نيويورك. عمل المنتج والمخرج وتاجر الأعمال الفنية "آرني جليمشر" كمستشار للفيلم وساعد في تصميم رقصات مشهد المزاد (بالإضافة إلى لعب دور "رجل المزاد" بصفته تاجرًا فنيًا يتنافس ضد شخصية ستريب). توماس إي نورتون، الذي كان مديرًا تنفيذيًا منذ فترة طويلة في سوذبيز (أقدم صالة مزاد عالمياً)، عمل مستشارًا للفيلم. (كما لعب دور "رجل المزاد" الذي كان يأخذ عطاءات خلال مشهد المزاد في كريسبين). تم تصوير مشهد المزاد في قاعة الاحتفالات بالبيت الدولي في نيويورك.

## استقبال الفيلم
صدر الفيلم في 17 ديسمبر 1982، إصداراً محدوداً في خمس دور عرض أمريكية فقط وحقق 548255 دولارًا قبل عرضه في 502 دار عرض، لكنه خيب الآمال وحقق 633.273 دولارًا فقط في عطلة نهاية الأسبوع. حقق الفيلم 5.979.947 دولارًا محليًا، مقابل ميزانية قدرها 10 ملايين دولار.
منح موقع "الطماطم الفاسدة" الفيلم تقييماً مقداره 63% بناءاً على آراء 8 نقاد سينمائيين، ومنح موقع "ميتاكريتيك" الفيلم تقييماً مقداره 43% بناءاً على آراء 10 نقاد سينمائيين.
نشرت مجلة فرايتي مقال عن الفيلم في 31 ديسمبر 1981 جاء فيه: "إنها بمثابة صدمة تقريبًا رؤية فيلماً حديثاً من أفلام التشويق متقن ومصنوع بشكل جميل مثل فيلم "سكون الليل"، وعلى الرغم من فضائله العديدة، إلا أن روبرت بينتون (كاتب السيناريو مع ديفيد نيومان) له نصيب من العيوب الجسيمة، خاصة في مجال الحبكة"، ويواصل الكاتب قائلاً: "صنع بنتون قطعة تشويق رائعة كما يمكن للمرء أن يطلبها. تذهب الدرجات العالية أيضًا مع الممثلين الداعمين، وخاصة جوزيف سومر باعتباره الرجل المقتول الذي يظهر في الفلاش باك، وجو غريفاسي كشرطي مثابر."
أوضح الناقد السينمائي فنسينت كانبي في مراجعته لصحيفة نيويورك تايمز، أن السيناريو: "يتضمن إشارات لا مفر منها إلى كلاسيكيات هيتشكوك مثل"الدوار" و"النافذة الخلفية" و"شمالا إلى الشمال الغربي" و"المسحورة"، من بين أمور أخرى."
صرحت ميريل ستريب، في عام 2013، أن فيلم "سكون الليل" كان واحد من أسوأ الأفلام التي عملت بها.

## الجوائز والترشيحات
جوائز إدغار آلان بو 1983: رشح لجائزة أفضل مخرج (روبرت بينتون)
جوائز جمعية نقاد السينما التركية (سياد) 1984: رشح لجائزة سياد لأفضل فيلم أجنبي (المركز العاشر) 

## وصلات خارجية
https://www.imdb.com/title/tt0084732/ سكون الليل (فيلم)
https://letterboxd.com/film/still-of-the-night/ سكون الليل (فيلم)
https://www.filmaffinity.com/us/film186871.html سكون الليل (فيلم)
https://www.blu-ray.com/Still-of-the-Night/422664/ سكون الليل (فيلم)
https://www.allmovie.com/movie/still-of-the-night-v46914 سكون الليل (فيلم)
https://www.allocine.fr/film/fichefilm_gen_cfilm=1238.html سكون الليل (فلم)
https://www.themoviedb.org/movie/32048-still-of-the-night سكون الليل (فلم)
http://www.simplystreep.com/projects/1982-still-of-the-night/ سكون الليل (فلم)
https://www.tcm.com/tcmdb/title/17785/still-of-the-night#overview سكون الليل (فلم)